# Dariusz Dudek (piłkarz)
Dariusz Dudek (ur. 8 kwietnia 1975 w Knurowie) – polski trener, działacz sportowy i  piłkarz występujący na pozycji obrońcy lub pomocnika. Brat Jerzego Dudka.

## Kariera piłkarska
W latach 1990–1993 uczęszczał do Zasadniczej Szkoły Zawodowej w Zespole Szkół Samochodowych w Gliwicach.
Rozpoczął swoją klubową karierę w zespole Concordia Knurów, w którym grał w 4. i 3. lidze. W 1998 roku odszedł do zespołu Naprzód Rydułtowy, gdzie występował jedną rundę, po czym został sprzedany do pierwszoligowego klubu GKS Katowice.
W Katowicach zagrał w lidze 13 razy i zdobył 1 gola, jednak nie uchronił drużyny przed spadkiem i po zakończeniu sezonu 1998/1999 przeniósł się do Widzewa Łódź. Tam nie sprawdził się i po rozegraniu zaledwie 4 spotkań wrócił do drugoligowego GKS-u. W sezonie 1999/2000 wygrał z drużyną rozgrywki II ligi i awansował do ekstraklasy. W sezonie 2000/2001 grał w rundzie jesiennej w GKS-ie, zaś po jej zakończeniu został graczem Odry Wodzisław.
W Odrze rozegrał w dwóch sezonach 41 meczów i zdobył 3 bramki. Od 2002 był zawodnikiem Legii Warszawa. Z zespołem występował w Pucharze UEFA oraz finale Pucharu Polski 2004. Ogółem w lidze zagrał dla Legii 51 razy (2 gole). W 2005 stracił miejsce w podstawowym składzie i został relegowany do rezerw, zaś latem sprzedany do czeskiego drugoligowego klubu FC Vítkovice z Ostrawy. Tam odzyskał dobrą formę i po jednej rundzie powrócił do Polski.
Od końca 2005 do 2009 roku ponownie był zawodnikiem Odry Wodzisław Śl., w której to zakończył karierę 18 kwietnia 2009 z powodu dyskopatii. W latach 2006–2009 rozegrał w Odrze 67 spotkań i zdobył 2 bramki. W sumie w klubie z Wodzisławia Śląskiego, spędził 6 sezonów, rozegrał 110 spotkań w Ekstraklasie w których zdobył 5 bramek.

## Działacz i trener
Po zakończeniu kariery piłkarskiej został dyrektorem ds. sportowych Odry Wodzisław. Od 15 czerwca 2010 do 7 maja 2014 pełnił funkcję asystenta trenera Piasta Gliwice, Marcina Brosza, był także asystentem Mariusz Rumaka w Śląsku Wrocław oraz Niecieczy. 21 sierpnia 2017 objął stanowisko pierwszego trenera w Zagłębiu Sosnowiec, gdzie w sezonie 2017/18 wywalczył awans drużyny do Ekstraklasy. Od 2020 jest trenerem Sandecji Nowy Sącz. 1 września 2022 Sandecja Nowy Sącz poinformowała, że Dariusz Dudek został odsunięty od prowadzenia pierwszej drużyny.
1 lipca 2014 objął funkcję dyrektora sportowego w Akademii Sportu Progres Jerzego Dudka.